# Fender Jazzmaster
La Fender Jazzmaster è una chitarra elettrica prodotta dall'azienda americana Fender. Presentata nel 1958 al NAMM Show, era stata pensata per i chitarristi jazz, ma ha trovato maggior riscontro nel surf rock degli anni sessanta.

## Storia
La Jazzmaster è una chitarra elettrica introdotta da Fender a metà 1958, con l'intento di creare la prima chitarra solidbody destinata a un pubblico jazz (da qui il nome). Leo Fender disegnò i pick-up con il desiderio di ottenere un suono dolce tipicamente jazz rispetto alle altre chitarre fenderiane Stratocaster e Telecaster, grazie a single coil con un numero di avvolgimenti decisamente superiore rispetto ai pick-up precedentemente realizzati e con forma differente, più ampi e piatti (per catturare più armoniche). Il suono ne risultò così più morbido, ricco e caldo rispetto alle chitarre solid body tradizionali, anche se con una sonorità tipicamente Fender. Nonostante ciò, la Jazzmaster non riuscì a entrare nel mercato jazz: i tradizionali musicisti del genere continuavano a preferire le chitarre semiacustiche (archtop) elettrificate e, salvo in qualche caso isolato, non venne utilizzata nonostante un'ottima popolarità nei primi anni di produzione, dove vendette più degli altri modelli. Ironia della sorte Leo Fender, a sua insaputa, progettò il riferimento della musica surf (assieme all'evoluzione Fender Jaguar), del rock strumentale anni 60-70 e della new wave anni 70-80. La sua mancanza di popolarità fu determinata anche dall'inutilizzo dello strumento da parte di grandi chitarristi blues (tra i maggiori, solo Magic Slim e Mickey Baker sono noti come assidui suonatori di Jazzmaster), nonostante famosi chitarristi (tra cui Clapton) l'abbiano imbracciata qualche volta. Anche Jimi Hendrix la utilizzò tra il 1964 e il 1965, quando suonava con Little Richard. In seguito la utilizzò in una versione Olympic White, anche quando suonava da turnista per Wilson Pickett e in seguito anche per qualche concerto della sua carriera solista fino al 1967.
Grazie alla sua tendenza a creare feedback, fu anche lo strumento preferito di molti gruppi noise, primi tra tutti i Sonic Youth. La Fender Jazzmaster restò in produzione fino al 1980; recentemente Fender ha riproposto una versione basata sulle specifiche della versione prodotta nel 1962 ("reissue 1962") e 1965, oltre a versioni economiche (dal 1986 Made in Japan e Crafted in Japan) e altre "Signature" (Elvis Costello, Thurston Moore, Lee Ranaldo, J. Mascis).

## Caratteristiche
Fender propose la chitarra come "top-of-the-line" nel 1958, ad un prezzo di 329,50 dollari (50 in più rispetto alla Stratocaster). La Jazzmaster presentava notevoli particolarità e innovazioni; prima di tutti un corpo asimmetrico, studiato per ottenere un miglior bilanciamento suonata da seduto e la tastiera in palissandro incollata (prima chitarra Fender ad adottarla), un nuovo tremolo dotato di blocco opzionale, studiato per non perdere l'accordatura (Floating Tremolo). Soprattutto fu la prima chitarra ad adottare tramite sofisticati (per l'epoca) controlli la possibilità di selezionare due circuiti separati. Semplicemente controllando un piccolo interruttore, si dava la possibilità al chitarrista di scegliere un preset per le ritmiche (solo pick-up al manico) o per gli assoli (pick-up ponte e manico assieme), quest'ultimo splittabile a sua volta in tre diverse posizioni, e di poter passare velocemente dall'uno all'altro.

## Evoluzione
La Fender Jazzmaster non ha avuto durante la sua storia apprezzabili evoluzioni funzionali, ma prevalentemente estetiche. Proposta inizialmente nella versione 3-color sunburst e poi in "blonde", olympic white e nero, ben presto fu realizzata in molti colori custom, anche nella versione "matching headstock" (paletta nello stesso colore del corpo).
Già nel 1959 il materiale del battipenna, originariamente in alluminio anodizzato, venne cambiato in celluloide (tartarugato) a 3 strati. Nel 1962 fu modificata la tastiera in palissandro, che da "slab" divenne "veneer", ovvero più sottile. Nel 1965 fu la volta dei segnatasti (dots) che da bianchi (clay) divennero in madreperla e come tutte le chitarre Fender venne adottato sulla paletta il nuovo logo (gold transition al posto dello storico spaghetti logo).
A metà 1965 vennero cambiate le manopole di volume e tono; nuove manopole con il top cromato sostituirono le precedenti in stile Stratocaster, e venne aggiunto il "binding" (bordo) bianco al manico.
Dal 1966 ci furono una serie di altre modifiche imposte dalla nuova direzione della CBS che rilevò fender nel 1965: il battipenna da celluloide passò in plastica multistrato, i segnatasti divennero rettangolari in madreperla, le meccaniche Kluson-Deluxe lasciarono il posto alle F-series, dal 1967 venne disegnata una nuova paletta più grande (modifica di pari passo anche sulla Stratocaster) e nel 1968 fu cambiata, come sulle altre chitarre dell'azienda, la verniciatura da nitrocellulosa a poliestere.

## Viene o è stata suonata da
- Stuart Braithwaite (Mogwai)
- Jimmy Bryant
- Roberto Angelini
- Johnny Marr (The Smiths)
- Bob Dylan
- Lee Ranaldo (Sonic Youth)
- Nels Cline
- Thurston Moore (Sonic Youth)
- Kevin Shields e Bilinda Butcher (My Bloody Valentine)
- Thom Yorke (Radiohead)
- Elvis Costello
- Luther Perkins (Johnny Cash)
- Mike Einziger (Incubus)
- Stephen Malkmus (Pavement)
- J. Mascis (Dinosaur Jr.)
- PJ Harvey
- Robert Smith (The Cure)
- John Parish
- Roy Lanham
- Mickey Baker
- Troy Van Leeuwen
- The Ventures
- Jimi Hendrix
- Tom Verlaine (Television)
- Win Butler (Arcade Fire)
- Alex Turner (Arctic Monkeys)
- Ira Kaplan (Yo la Tengo)
- Jim Root (Slipknot)
- Marty Willson-Piper (The Church)
- Chris Stapleton